# 제임스 루
제임스 루(James Lew, 1952년 9월 6일 ~ )는 미국의 배우, 태권도 선수, 스턴트 배우이다.

## 영화
- 블런트 포스 (2013년)
- 네이키드 걸 (2012년) - 에디 역
- 렛 로렌조 (2011년)
- 테이큰 바이 포스 (2010년)
- 투데이 유 다이 (2005년)
- 블랙 스콜피온 (2001년)
- 러시 아워 2 (2001년)
- 딥 코아 (2000년)
- 리플레이스먼트 킬러 (1998년)
- 볼티지 (1997년)
- 부기 보이 (1997년)
- 체이스 맨 (1996년)
- 파워 발란스 (1996년)
- 피스트 오브 저스티스 (1995년)
- 리썰 캅 2 (1995년)
- 불사조 (1995년)
- 나이트 헌터 (1995년)
- 케이지 2 (1994년)
- 레드 선 라이징 (1994년)
- 마지막 영웅 (1994년)
- 미드나잇 맨 (1994년)
- 쉐도우 (1994년)
- 프라이벗 워즈 (1993년)
- 아메리칸 닌자 5 (1993년)
- 못말리는 람보 (1993년)
- 무적자 (1992년)
- 살인 게임 (1991년) - 루 역
- 리오 파괴 작전 (1990년)
- 지구 반란 (1990년)
- 해변의 음모 (1989년)
- 베스트 오브 더 베스트 (1989년)
- 닌자 터프 (1986년)
- 빅 트러블 (1986년)